# Hans Kirchhoff (Historiker)
Hans Kirchhoff (* 9. Oktober 1933; † 23. November 2023) war ein dänischer Historiker, der auf Dänemark unter deutscher Besatzung spezialisiert war. Kirchhoff war emeritierter Dozent der Universität Kopenhagen.

## Leben und Werk
Kirchhoffs Dissertation aus dem Jahr 1979 handelt von der dänischen Rebellion im August 1943, die jene Regierungspolitik beendete, die Kirchhoff Kollaboration nannte und damit Empörung auslöste. Der Begriff gemahnte an das Vichy-Regime in Frankreich, wogegen die dänische Politik gewöhnlich als Kooperation bezeichnet wurde. Kirchhoff brach damit den nationalen Konsens und leitete so die offene Auseinandersetzung mit dieser Phase der eigenen Geschichte ein, die zur wohl besterforschten Dänemarks wurde.
Im Jahr 2002 zeichnete die Dänische Königliche Bibliothek sein Buch Samarbejde og modstand under besættelsen („Zusammenarbeit und Widerstand während der Besatzung“) als bedeutend und bedeutendstes dänisches Werk des Jahres aus.